# Twierdza Kostrzyn
Twierdza Kostrzyn (niem. Festung Küstrin) – zespół fortyfikacji wzniesionych i użytkowanych pomiędzy XV a XX wiekiem w Kostrzynie nad Odrą i jego okolicach.

## Historia twierdzy
Pierwsze fortyfikacje w Kostrzynie stanowił zamek zbudowany w XV wieku. Nowoczesne fortyfikacje wzniesiono w czasie, gdy był stolicą Nowej Marchii w drugiej połowie XVI wieku. Miasto otoczono wtedy fortyfikacjami bastionowymi zaprojektowanymi na wzór włoski, które częściowo przetrwały do dziś. Twierdza była stopniowo rozbudowywana o nowe elementy przez następne stulecia. W dniach 24 czerwca – 17 lipca 1808 roku więziony był w twierdzy redemptorysta Klemens Maria Hofbauer.
W latach osiemdziesiątych XIX wieku Kostrzyn stał się twierdzą fortową – wokół miasta zbudowano pierścień czterech fortów:
- Fort Czarnów
- Fort Gorgast
- Fort Sarbinowo
- Fort Żabice

Są one zachowane w różnym stopniu do dziś.
Twierdza Kostrzyn była dla III Rzeszy niezwykle ważna, blokowała ona Armii Czerwonej drogę do Berlina, w związku z czym zadecydowano o jej obronie za wszelką cenę. Forty zostały zmodyfikowane i przystosowane do współczesnego pola walki. Podobnie postąpiono z miastem przygotowując je do długotrwałej obrony. Stworzono jednolity system obrony z trzema pasami transzej z rowem przeciwczołgowym i 14 schronami bojowymi. 
Pierwszy atak na twierdzę przeprowadziły wojska 1 Korpusu Zmechanizowanego dowodzonego przez gen. Siemiona Kriwoszeina. Zajęcie miasta z marszu nie powiodło się w związku z czym rozpoczęły się ciężkie walki w których uczestniczyła 5 Armia Uderzeniowa i 8 Gwardyjska Armia. Twierdza i miasto zostało zdobyte 12 marca 1945 roku, jednak w wyniku walk poważnemu uszkodzeniu uległo około 90% budynków, a wraz z nimi duża część umocnień bastionowych twierdzy.
Obecnie teren twierdzy przedzielony jest granicą polsko-niemiecką, przy czym większość obiektów dawnej twierdzy znajduje się po stronie polskiej. Turystycznie wykorzystany jest jedynie Fort Gorgast znajdujący się w Niemczech, oraz Bastion Filip, Brama Chyżańska i Brama Berlińska (będące elementami składowymi miasta-twierdzy) po stronie polskiej. Zachowane części budynków twierdzy są obecnie poddawane restauracji.

## Galeria

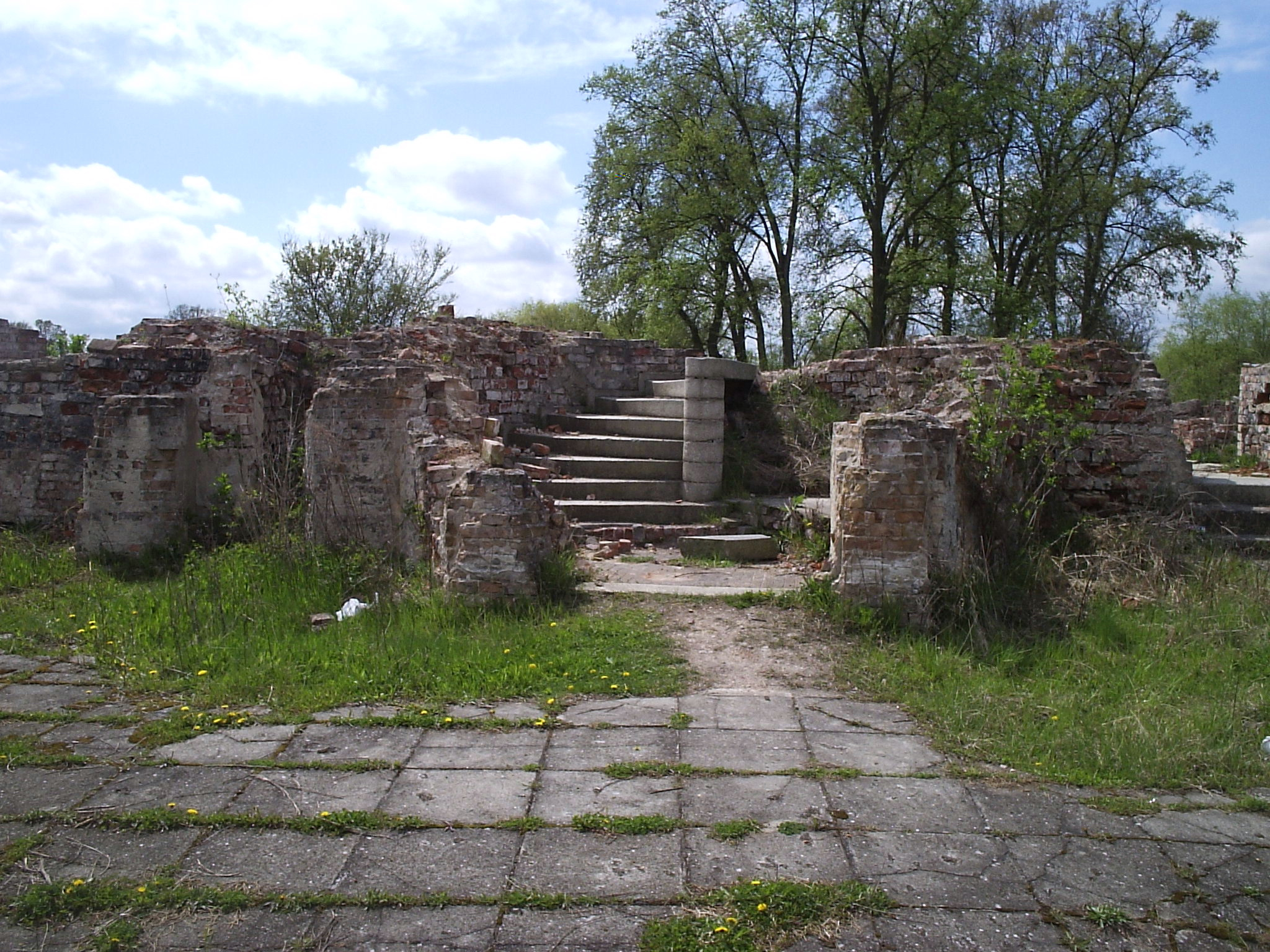
Ruiny zamku (2006)
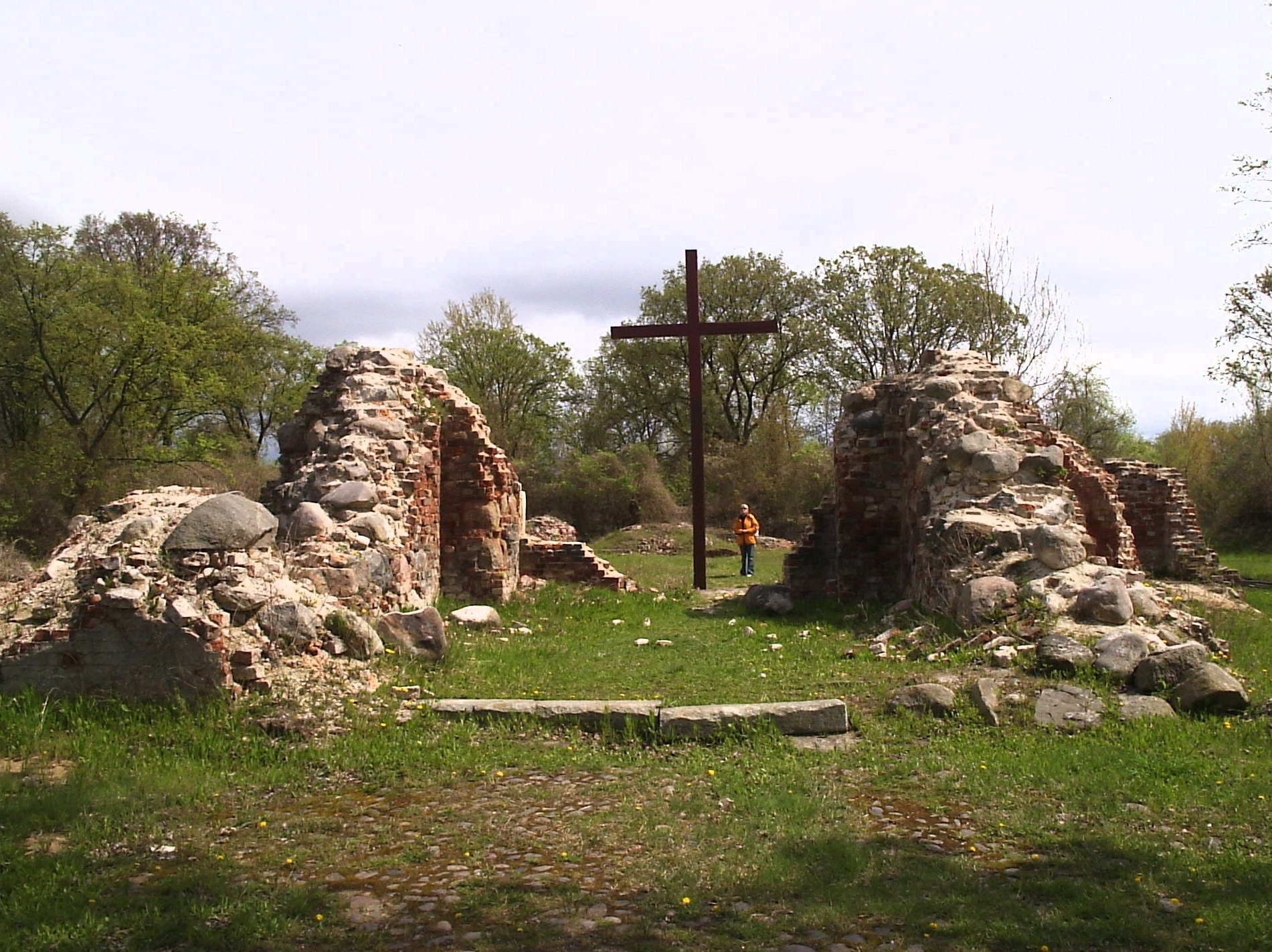
Ruiny Kościoła Mariackiego na Starym Mieście (2006)
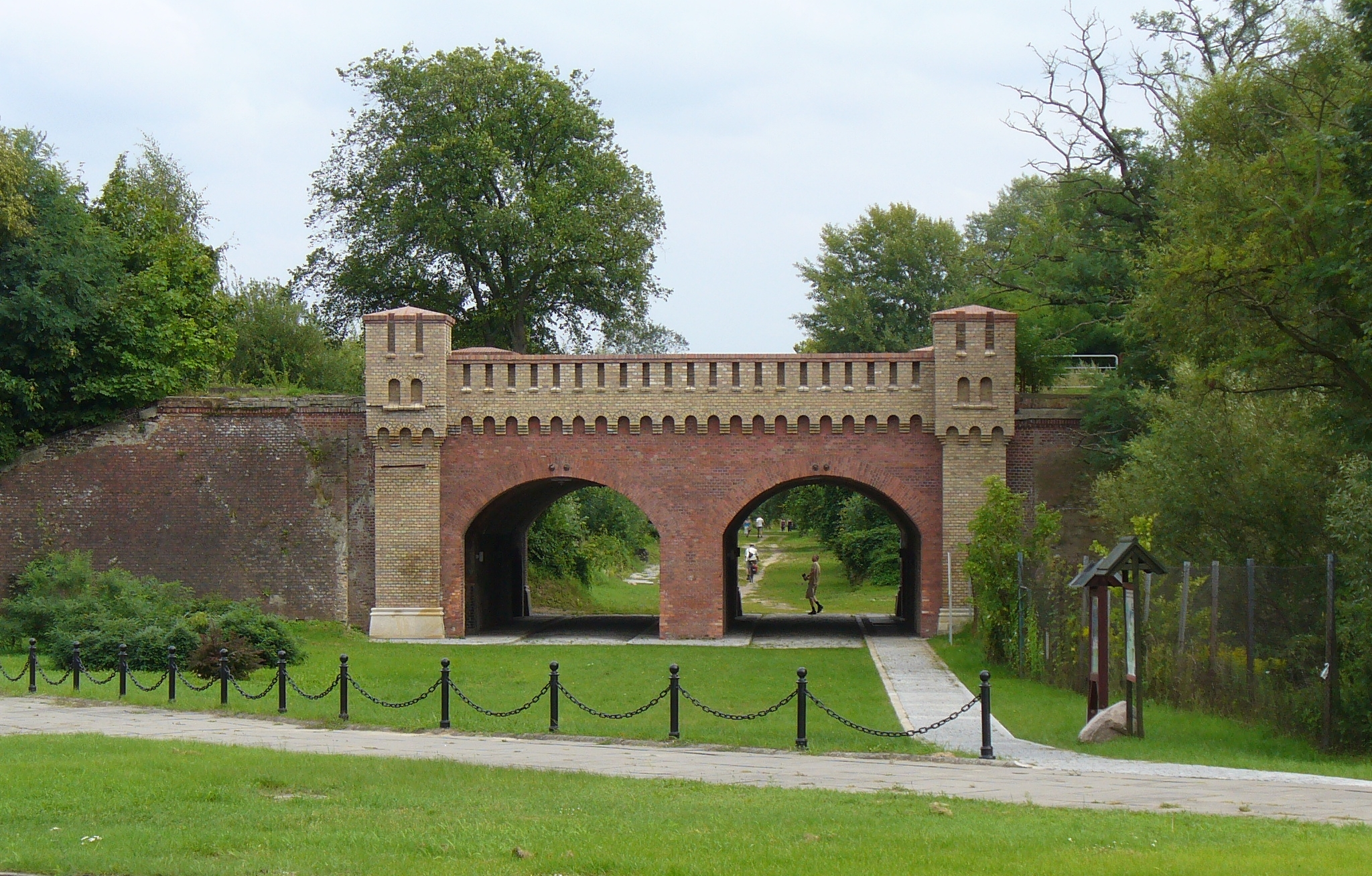
Brama Berlińska (2011)
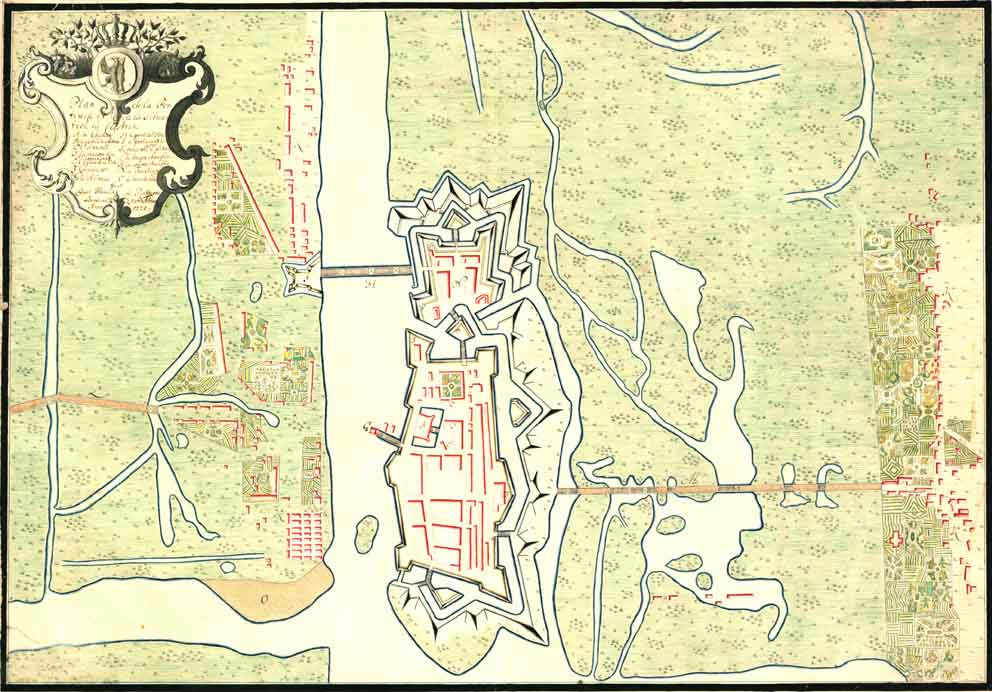
Plan miasta i Twierdzy Kostrzyn (1728)